# Joël Groff
Joël Groff (11 september 1968) is een voormalig voetballer uit Luxemburg. Hij speelde als middenvelder gedurende zijn carrière, voor achtereenvolgens Union Luxembourg en F91 Dudelange.

## Interlandcarrière
Groff kwam in totaal 36 keer (nul doelpunten) uit voor de nationale ploeg van Luxemburg in de periode 1989-1998. Hij maakte zijn debuut op 11 oktober 1989 in de WK-kwalificatiewedstrijd in Saarbrücken tegen Portugal, die met 3-0 verloren werd. Groff moest in dat duel na 70 minuten plaatsmaken voor Gérard Jeitz. Zijn 36ste en laatste interland speelde hij op vrijdag 5 juni 1998: de met 7-0 verloren oefenwedstrijd tegen Duitsland in Mannheim. In dat duel werd hij na 76 minuten vervangen door Nico Funck.

## Erelijst
- Landskampioen

1990, 1991, 1992, 2000, 2001, 2002
- Beker van Luxemburg

1989, 1991